# Premis Oscar de 1958
Els Premis Oscar de 1958 (en anglès: 31st Academy Awards) foren presentats el 6 d'abril de 1959 en una cerimònia realitzada al Pantages Theatre de Los Angeles.
La cerimònia tingué una presentació coral a càrrec de Jerry Lewis, Mort Sahl, Tony Randall, Bob Hope, David Niven i Laurence Olivier.

## Curiositats
La pel·lícula guanyadora de la nit fou Gigí de Vincente Minnelli, que aconseguí guanyar nou Oscars de 10 nominacions, esdevenint la pel·lícula amb més Premis Oscar de la història en aquell moment en trencar el rècord de vuit que tenien Allò que el vent s'endugué (1939), D'aquí a l'eternitat (1953) i La llei del silenci (1954).
Gigí fou l'última pel·lícula que aconseguí el premi a millor pel·lícula sense rebre cap nominació per als seus actors, un rècord que es trencà el 1989 amb la victòria de L'últim emperador de Bernardo Bertolucci.
La cerimònia tingué una presentació coral, d'entre els presentadors destacà David Niven, que aconseguí aquella nit el premi a millor actor protagonista per Taules separades i és l'únic presentador que ha aconseguit un premi presentant una gala.

## Premis
| Millor pel·lícula | Millor director |
| --- | --- |
| - Gigí (Arthur Freed per MGM) - La gata sobre la teulada de zinc (Lawrence Weingarten per MGM) - La tia Mame (Jack L. Warner per Warner Bros.) - Taules separades (Harold Hecht per United Artists) - Fugitius (Stanley Kramer per United Artists) | - Vincente Minnelli per Gigí - Richard Brooks per La gata sobre la teulada de zinc - Robert Wise per Vull viure - Stanley Kramer per Fugitius - Mark Robson per The Inn of the Sixth Happiness |
| Millor actor | Millor actriu |
| - David Niven per Taules separades com a Major David Angus Pollock - Tony Curtis per Fugitius com a John Jackson - Paul Newman per La gata sobre la teulada de zinc com a Brick Pollitt - Sidney Poitier per Fugitius com a Noah Cullen - Spencer Tracy per The Old Man and the Sea com a Home vell | - Susan Hayward per Vull viure com a Barbara Graham - Deborah Kerr per Taules separades com a Sibyl Railton-Bell - Shirley MacLaine per Com un torrent com a Ginny Moorehead - Rosalind Russell per La tia Mame com a Mame Dennis - Elizabeth Taylor per La gata sobre la teulada de zinc com a Margaret "Maggie/Maggie the Cat" Pollitt                                                                                   |
| Millor actor secundari | Millor actriu secundària |
| - Burl Ives per Grans horitzons com a Rufus Hannassey - Theodore Bikel per Fugitius com a xèrif Max Muller - Lee J. Cobb per Els germans Karamazov com a Fiodor Karamazov - Arthur Kennedy per Com un torrent com a Frank Hirsh - Gig Young per Teacher's Pet com a Dr. Hugo Pine | - Wendy Hiller per Taules separades com a Pat Cooper - Peggy Cass per La tia Mame com a Agnes Gooch - Martha Hyer per Com un torrent com a Gwen French - Maureen Stapleton per Lonelyhearts com a Fay Doyle - Cara Williams per Fugitius com a mare d'en Billy |
| Millor guió original | Millor guió adaptat |
| - Nedrick Young i Harold Jacob Smith per Fugitius - Melville Shavelson i Jack Rose per Houseboat - Fay Kanin i Michael Kanin per Teacher's Pet - Paddy Chayefsky per The Goddess - William Bowers i James Edward Grant per The Sheepman | - Alan Jay Lerner per Gigí (sobre hist. de Colette) - Richard Brooks i James Poe per La gata sobre la teulada de zinc (sobre obra teatre de Tennessee Williams) - Don Mankiewicz i Nelson Gidding per Vull viure (sobre articles periodístics d'Edward S. Montgomery) - John Gay i Terence Rattigan per Taules separades (sobre obra teatre de T. Rattigan) - Alec Guinness per The Horse's Mouth (sobre hist. Joyce Cary) |
| Millor pel·líucula de parla no anglesa | |
| - El meu oncle de Jacques Tati (França) - Helden, meaning Heroes de Franz Peter Wirth (RFA) - I soliti ignoti de Mario Monicelli (Itàlia) - La strada lunga un anno de Giuseppe De Santis (Iugoslàvia) - La venganza de Juan Antonio Bardem (Espanya) | |
| Millor banda sonora - Dramàtica o còmica | Millor banda sonora - Musical o adaptació |
| - Dimitri Tiomkin per The Old Man and the Sea - David Raksin per Taules separades - Jerome Moross per Horitzons de grandesa - Hugo Friedhofer per El ball dels maleïts - Oliver Wallace per White Wilderness | - André Previn per Gigí - Ray Heindorf per Damn Yankees! - Lionel Newman per Mardi Gras - Alfred Newman i Ken Darby per South Pacific - Iuri Faier i Guennadi Rojdéstvenski per The Bolshoi Ballet |
| Millor cançó original | Millor so |
| - Frederick Loewe (música); Alan Jay Lerner (lletra) per Gigí ("Gigi") - Sammy Fain (música); Paul Francis Webster (lletra) per A Certain Smile ("A Certain Smile") - Jay Livingston i Ray Evans (música i lletra) per Houseboat ("Almost In Your Arms (Love Song from Houseboat)") - Sammy Fain (música); Paul Francis Webster (lletra) per Marjorie Morningstar ("A Very Precious Love") - James Van Heusen (música); Sammy Cahn (lletra) per Com un torrent ("To Love and Be Loved") | - Fred Hynes per South Pacific - Leslie I. Carey per A Time to Love and a Time to Die - Gordon E. Sawyer per Vull viure - Carlton W. Faulkner per The Young Lions - George Dutton per Vertigen (D'entre els morts) |
| Millor direcció artística | Millor vestuari |
| - William A. Horning i Preston Ames; Henry Grace i Keogh Gleason per Gigí - Lyle R. Wheeler i John DeCuir; Walter M. Scott i Paul S. Fox per A Certain Smile - Malcolm Bert; George James Hopkins per La tia Mame - Cary Odell; Louis Diage per Em vaig enamorar d'una bruixa - Hal Pereira i Henry Bumstead; Sam Comer i Frank McKelvy per Vertigen (D'entre els morts) | - Cecil Beaton per Gigí - Charles LeMaire i Mary Wills per A Certain Smile - Jean Louis per Em vaig enamorar d'una bruixa - Walter Plunkett per Com un torrent - Ralph Jester, Edith Head i John Jensen mper El bucaner |
| Millor fotografia - Blanc i negre | Millor fotografia - Color |
| - Sam Leavitt per Fugitius - Daniel L. Fapp per Desire Under the Elms - Lionel Lindon per Vull viure - Charles Lang, Jr. per Taules serparades - Joseph MacDonald per The Young Lions | - Joseph Ruttenberg per Gigí - Harry Stradling, Sr. per La tia Mame - William H. Daniels per La gata sobre la teulada de zinc - Leon Shamroy per South Pacific - James Wong Howe per The Old Man and the Sea |
| Millor muntatge | Millors efectes especials |
| - Adrienne Fazan per Gigí - William Ziegler per La tia Mame - William A. Lyon i Al Clark per Cowboy - William Hornbeck per Vull viure - Frederick Knudtson per Fugitius | - Tom Howard per Tom Thumb - A. Arnold Gillespie i Harold Humbrock per Torpedo Run |
| Millor documental | Millor curtmetratge documental |
| - White Wilderness de Ben Sharpsteen - Antarctic Crossing de James Carr - The Hidden World de Robert Snyder - Psychiatric Nursing de Nathan Zucker | - Ama Girls de Ben Sharpsteen - Employees Only de Kenneth G. Brown - Journey Into Spring de Ian Ferguson - The Living Stone de Tom Daly - Overture de Thorold Dickinson |
| Millor curtmetratge | Millor curtmetratge d'animació |
| - Grand Canyon de Walt Disney - Journey Into Spring de Ian Ferguson - The Kiss de John Hayes - Snows of Aorangi (National Film Unit) - T Is for Tumbleweed de James A. Lebenthal | - Knighty Knight Bugs de John W. Burton - Paul Bunyan de Walt Disney - Sidney's Family Tree de William M. Weiss |

## Oscar Honorífic

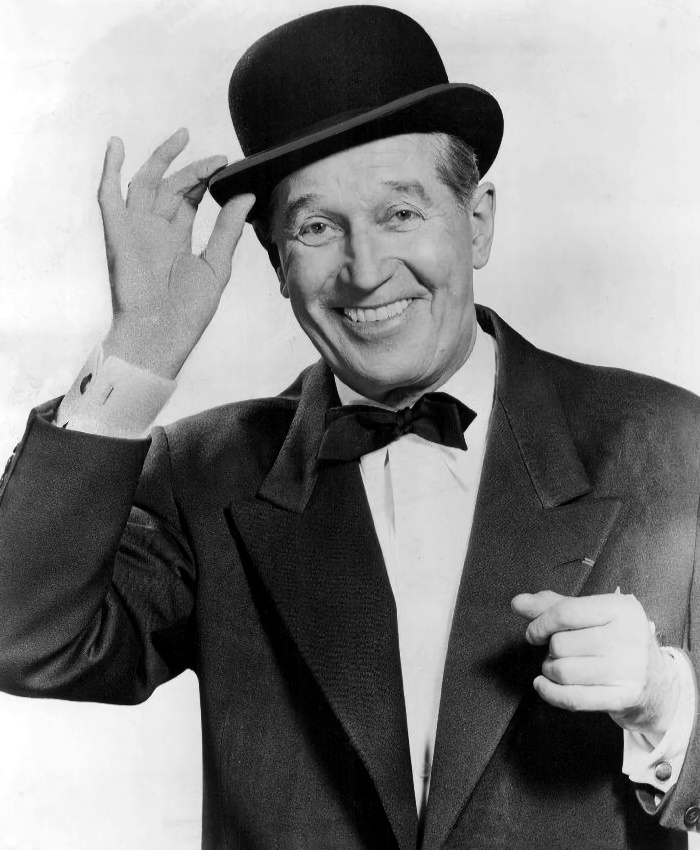
Maurice Chevalier.

- Maurice Chevalier - per les seves contribucions al món de l'entreteniment durant més de mig segle. [estatueta]

## Premi Irving G. Thalberg
- Jack L. Warner

## Presentadors
- Buddy Adler: Premi Irving G. Thalberg
- Eddie Albert i Vincent Price: millor direcció artístics
- June Allyson i Dick Powell: millor música - musical
- Ingrid Bergman i Cary Grant: millor pel·lícula
- Dirk Bogarde, Van Heflin i Elizabeth Taylor: millor guió original i adaptat
- Red Buttons i Shelley Winters: millor actriu secundària
- James Cagney i Kim Novak: millor actriu
- Cyd Charisse i Robert Stack: millor pel·lícula de parla no anglesa
- Gary Cooper i Millie Perkins: millor director
- Wendell Corey i Ernie Kovacs: millor vestuari
- Tony Curtis i Janet Leigh: millors curtmetratges
- Bette Davis i Anthony Quinn: millor actor secundari
- Doris Day i Rock Hudson: millor fotografia b/n i color
- Irene Dunne i John Wayne: millor actor
- Anthony Franciosa i Eva Marie Saint: millor música original
- Charlton Heston i Jane Wyman: millor so
- Louis Jourdan i Jean Simmons: millor muntatge
- Sophia Loren i Dean Martin: millor cançó
- Shirley MacLaine i Peter Ustinov: millors efectes especials
- Rosalind Russell: Premi Honorífic
- Robert Wagner i Natalie Wood: millors ducumentals

### Actuacions
- Nick Adams, Anna Maria Alberghetti, James Darren, Dean Jones, Connie Stevens i Tuesday Weld interpreten "Almost In Your Arms" de Houseboat
- Joan Collins, Angela Lansbury i Dana Wynter interpreten "It's Great Not to Be Nominated"
- Kirk Douglas i Burt Lancaster interpreten "It's Alright With Us"
- Eddie Fisher interpreta "To Love and Be Loved" de Com un torrent
- Rhonda Fleming i Howard Keel interpreten "A Very Precious Love" de Marjorie Morningstar
- Tony Martin interpreta "Gigi" de Gigí
- John Raitt interpreta "A Certain Smile" de A Certain Smile

## Múltiples nominacions i premis
| Les següents pel·lícules van rebre diverses nominacions: - 9 nominacions: Fugitius i Gigí - 7 nominacions: Taules separades - 6 nominacions: La gata sobre la teulada de zinc, La tia Mame i Vull viure - 5 nominacions: Com un torrent - 3 nominacions: A Certain Smile, The Old Man and the Sea, South Pacific i The Young Lions - 2 nominacions: Em vaig enamorar d'una bruixa, Grans horitzons, Houseboat, Journey Into Spring, Teacher's Pet, Vertigo (D'entre els morts) i White Wilderness | Les següents pel·lícules van rebre més d'un premi: - 9 premis: Gigí - 2 premis: Fugitius i Taules separades |